# 特魯多韋 (卡姆揚卡市鎮)
47°19′3″N 36°34′55″E / 47.31750°N 36.58194°E
特魯多韋（烏克蘭語：Трудове）是位於烏克蘭東南部的村莊，由扎波羅熱州波洛希區的卡姆揚卡市鎮負責管轄。該村面積0.57平方公里，海拔高度282米，2001年人口677，人口密度每平方公里1,187.7人。